# Axsjön (Risinge socken, Östergötland, 651041-150306)
Axsjön är en sjö i Finspångs kommun i Östergötland och ingår i Motala ströms huvudavrinningsområde.